# Irixoa
Irixoa è un comune spagnolo di 1 492 abitanti situato nella comunità autonoma della Galizia.
Irixoa è la dicitura gallega, assunta ufficialmente dal 1985. Fino ad allora il comune si è chiamato Irijoa, secondo la dicitura spagnola.